# SecondHandSongs
SecondHandSongs (ou Second Hand Songs, « chansons de seconde main » en français) est un site web collaboratif fondé en Belgique qui gère une base de données mondiale d'œuvres musicales originales, de reprises, d'adaptations et de samples. Son site web permet aux artistes et aux utilisateurs d'ajouter des chansons et de mettre à jour leurs métadonnées. Il comprend des liens vers des enregistrements librement accessibles de ces reprises et des identifiants externes pour ces œuvres et performances dans d'autres bases de données.
En 2021, il comprenait environ un million de reprises de 100 000 œuvres originales et était référencé par MusicBrainz,.

## Données et utilisations
Les données sont fournies et éditées par la communauté active, de sorte que la taille exacte de la base de données a changé au fil du temps. En 2007, le projet comprenait 60 000 reprises. En 2020, il avait atteint le million.